# Najdat Ismail Anzour
Najdat Ismail Anzour (en arabe : نجدت إسماعيل أنزور), né le 26 novembre 1954 à Alep, est un cinéaste, homme de télévision et producteur syrien. 

## Biographie

### Télévision
Son père, Ismail Anzour réalise en 1932, Sous le ciel de Damas, le premier film muet syrien. 
Najdat Anzour est titulaire d'un diplôme d'ingénieur en mécanique, mais reconnaît à son père de l'avoir encouragé à réaliser des films. Il travaille depuis 1974 comme producteur à la télévision pour laquelle il a créé des publicités télévisées, puis des séries télévisées et des films. Il devient très célèbre dans le monde arabe après la production de Nihayat al-rajoul alchouja'a de Hanna Mina en 1994.
En 2001, il est désigné comme membre du jury des films de télévision au 41e festival de télévision de Monte-Carlo.
Certains de ses films récents sont diffusés par les chaînes de MBC Group basé à Dubaï et visent à dénoncer le terrorisme commis par les extrémistes musulmans.

### Politique
Le 6 juin 2016, Najdat Anzour est élu vice-président de l'Assemblée du peuple, le parlement syrien, auprès d'Hadiya Khalaf Abbas, la première femme élue présidente. Après la destitution de celle-ci de ses fonctions, Najdat est nommé président par intérim le 21 juillet 2017.

## Filmographie
- 1991 : Hikaya Sharkiya (Une histoire orientale)
- 1994 : Nihayat al-rajoul alchouja'a (La fin d'un homme brave)
- 1996 et 1998 : Ikhwatou al-tourab (Les frères du sable), 2 épisodes
- Al Kawasir, avec notamment Nadine Salameh
- Al Jawarih
- Al Bawassil
- Al Mawat alqadim min alchark (« La mort venant de l'Orient »)
- 2005 : Hour al-ain
- 2005 : Almariqoun
- 2013 : King of the sands (